# Corps Montania Clausthal

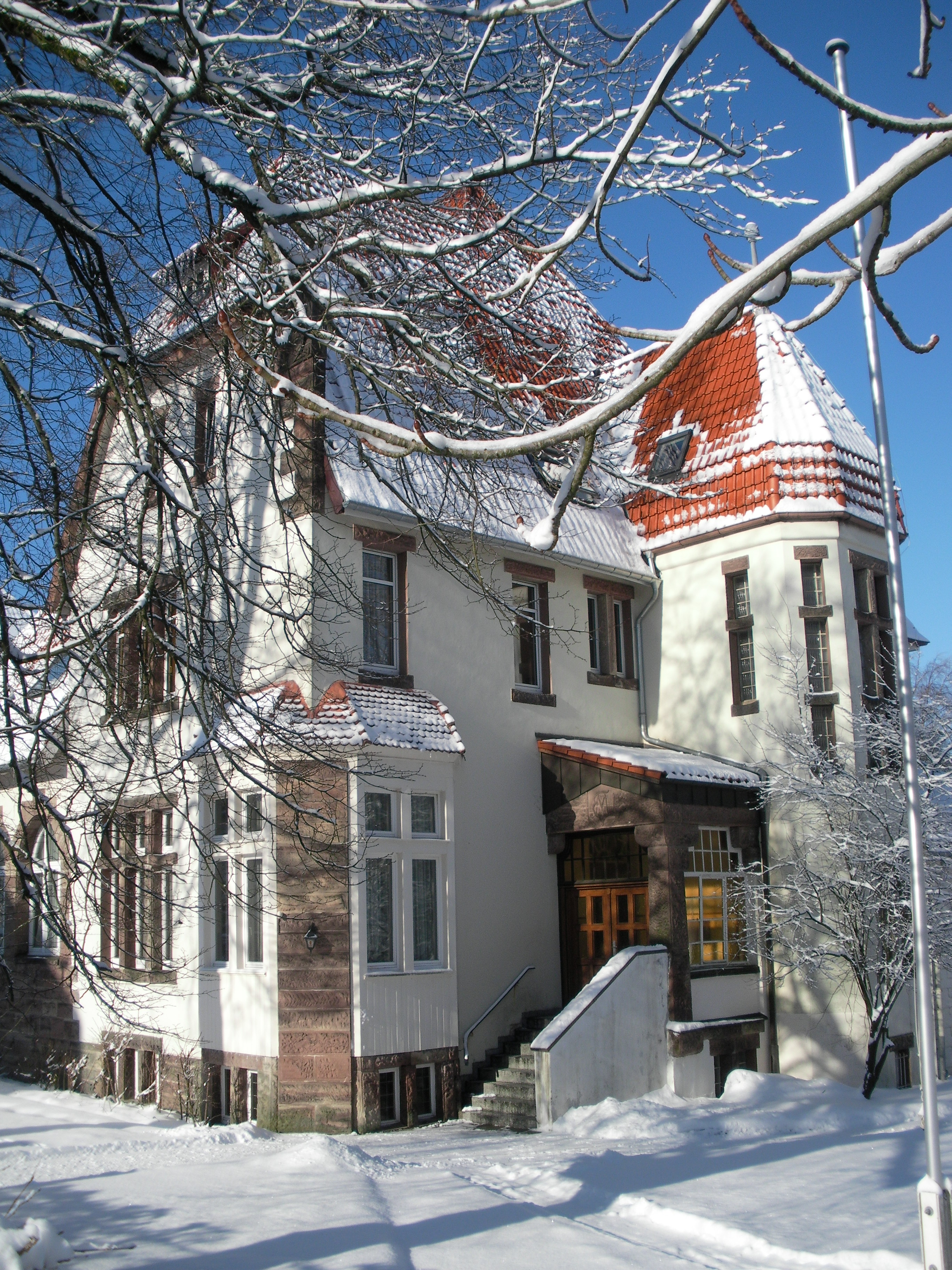
Corpshaus der Montania

Chargierte der Montania zu Pferd anlässlich der Einweihung des Corpshauses, 1903

Das Corps Montania Clausthal ist eine pflichtschlagende und farbentragende Studentenverbindung in Clausthal. Das Corps ist Teil des im Weinheimer Senioren-Convent (WSC). Es vereint Studenten und Alumni der Technischen Universität Clausthal.

## Couleur und Sprüche
Montania führt die Farben blau-weiß-rot mit silberner Perkussion. Die Fuchsenfarben sind blau-weiß mit roter Perkussion. Dazu wird eine weiße Mütze und Bergkittel getragen.
Ihr Wahlspruch lautet: E pluribus unum! Und ihr Wappenspruch lautet: Honos vita carior!

## Geschichte
Montania wurde 1868 als Verbindung „Montana“ mit den Farben schwarz-grün-gold durch die Studenten James Wayne, Carl Alberts, Julius Grillo und Robert Bunsen gegründet. Hervorgegangen ist sie aus dem im Mai 1867 unter dem Einfluss des Gießener Hessen Adolf Hess und des Marburger Teutonen Jaeger gegründeten „Verein zum lustigen Arschleder“, der erstmals corpsstudentische Traditionen und einen an den Universitätscorps orientierten Comment nach Clausthal brachte. Ungewöhnlich war in den Anfangsjahren die für die damalige Zeit große Zahl an Mitgliedern aus den Vereinigten Staaten und aus Südamerika. Infolge des Deutsch-Französischen Krieges musste Montana bereits zwei Jahre später suspendieren. Die in Clausthal verbliebenen südamerikanischen Mitglieder gründeten ein Corps mit dem Namen „America“ und den Farben blau-weiß-rot, das am 1. Januar 1872 in das Corps „America-Montana“ (ab 1873: Americo-Montana) als Nachfolger beider Verbindungen umgewandelt wurde. Gemeinsam mit dem Corps Hercynia gründete es 1872 den Clausthaler Senioren-Convent, der 1874 in den Weinheimer Senioren-Convent (WSC) aufgenommen wurde. 1883 wurde der Name in Montania geändert.
Als Ende Mai 1883 in Weinheim ein Antrag scheiterte, die SC zu Freiberg und Clausthal aus dem WSC auszuschließen, verließen die meisten Senioren-Convente den Verband. Mit dem Austritt bzw. Ausschluss der SC zu Dresden und Darmstadt 1884 bestand er nur noch aus den SC zu Freiberg und Clausthal. Noch im gleichen Jahr erstand der WSC ohne die Corps an den Bergakademien neu. Im November 1888 trat der Clausthaler SC auch aus dem Verbund mit den Corps an der Bergakademie Freiberg aus. Der Clausthaler SC wurde am 6. Juni 1905 zu den gleichen Bedingungen wie zuvor bereits der SC zu Freiberg (ohne Renoncieren) wieder in den WSC aufgenommen.
Bereits 1887 gründeten die Alten Herren des Corps eine Hauskasse für den Bau eines eigenen Corpshauses. Sie bildete auch die Grundlage für die 1892 erfolgte Gründung des AH-Bundes des Corps Montania. Das heutige Corpshaus wurde am 31. Januar 1903 eingeweiht.
Nach der Auflösung des WSC am 20. Oktober 1935 beschloss das Corps am 2. November ebenfalls seine Auflösung. Der AH-Bund blieb bestehen. Mitglieder der drei Clausthaler Corps gründeten die Kameradschaft III, die nach Kurt Elliesen, einem 1921 in Oberschlesien gefallenen Angehörigen des Corps Hercynia benannt wurde. Ehemalige Mitglieder bildeten 1946 nach ihrer Rückkehr aus dem Weltkrieg den Bergakademischen Verein (BAV). Aus ihm heraus konstituierte sich am 15. Juli 1950 der Akademische Verein Montania, der sich am 11. November 1950 wieder in das Corps Montania umwandelte und im Sommersemester 1951 durch die Bergakademie offiziell zugelassen wurde. Da das Corpshaus noch beschlagnahmt war, fand das Corps vorübergehend in der „Goldenen Krone“ eine neue Heimstätte. Erst im Juni 1953 wurde das Corpshaus an den AH-Bund des Corps zurückgegeben.

## Auswärtige Beziehungen
Montania schloss 1881 ein Kartell mit dem Corps Teutonia Freiberg (Kartell, jetzt Palaeo-Teutonia Aachen), seit Juli 1884 besteht ein Freundschaftsverhältnis mit dem Corps Teutonia Dresden. Zuvor bestanden 1883/84 kurzzeitig auch Beziehungen zum Corps Marcomannia Dresden.
Nachdem die Kontakte infolge des Ausscheidens aus dem WSC vorübergehend ruhten, wurden die Beziehungen zu den Corps Teutonia Freiberg und Teutonia Dresden 1906 als Dreibund erneuert und 1956 um ein Freundschaftsverhältnis mit Teutonia Stuttgart ergänzt. Montania, Teutonia Dresden, Palaeo-Teutonia und Teutonia Stuttgart bilden seit 1984 den Viererbund.
Im Sommersemester 2012 wurde ein Freundschaftsvertrag mit dem Corps Vitruvia zu München (WSC) unterzeichnet.

## Mitglieder
| Name                   | Lebensdaten    | Beruf                                                                                                 | Bild                   |
| Ottmar Aockerblom      | * 1890–n. 1930 | Bergbau- und Energiemanager                                                                           |                        |
| Kurt Beißner           | * 1915–1989    | Berghauptmann des Oberbergamts Clausthal                                                              |                        |
| Alfredo Bensaúde       | * 1856–1941    | Mineraloge, Direktor des Instituto Superior Técnico in Lissabon                                       |                        |
| Lothar Birckenbach     | * 1876–1962    | Chemiker, Hochschullehrer und Rektor der Bergakademie Clausthal                                       |                        |
| Paul Dierichs          | * 1901–1996    | Zeitungsverleger und Mäzen                                                                            |                        |
| Walter Eichholz        | * 1894–1953    | Vorstandsvorsitzender der August-Thyssen-Hütte in Duisburg-Hamborn                                    |                        |
| Hermann Eichmeyer      | * 1864–1928    | Generaldirektor der Berzelius AG                                                                      |                        |
| Eduard Ey-Steineck     | * 1849–1931    | Generalmajor                                                                                          |                        |
| Julius Grillo          | * 1849–1911    | Vorstand der Grillo-Werke                                                                             |                        |
| Jürgen Großmann        | * 1954         | Alleingesellschafter der Georgsmarienhütte Holding GmbH, Vorstandsvorsitzender der RWE AG (2007–2012) | Jürgen Grossmann, 2009 |
| Fritz Harney           | * 1879–1953    | Industrieller in der Zuckerindustrie                                                                  |                        |
| Willy Hartmann         | * 1866–1925    | Generaldirektor der Oberschlesischen Chamotte- und Dinas-Werke                                        |                        |
| Franz Hellberg         | * 1894–1970    | Vorstand von Rheinbraun                                                                               |                        |
| Carl Jaeger            | * 1874–1932    | Direktor der Henrichshütte in Hattingen, Vorstand der Ruhrstahl AG                                    |                        |
| Karl Friedrich Jakob   | * 1951         | Vorstandsvorsitzender des RWTÜV e. V.                                                                 |                        |
| Karl-Heinrich Jakob    | * 1924–2012    | Hauptgeschäftsführer der Wirtschaftsvereinigung Bergbau                                               |                        |
| Max Rudolf Lehmann     | * 1886–1965    | ord. Professor für Betriebswirtschaftslehre an der Universität Erlangen-Nürnberg                      |                        |
| Wilhelm Peter Lillig   | * 1900–1945    | Bergingenieur und NS-Wirtschaftsfunktionär                                                            |                        |
| Carl Malsch            | * 1864–1945    | Berg- und Hütteningenieur, Professor an der Universität Santiago, Chile                               |                        |
| Harry Pauling          | * 1875–        | Chemiker, Erfindungen auf dem Gebiet der Herstellung synthetischer Salpetersäure                      |                        |
| Fritz Pfister          | * 1875-        | Generaldirektor, Vorstandsmitglied des Braunschweigischen Kohlenwerke in Helmstedt                    |                        |
| Ferdinand Raab         | * 1878–1954    | Generaldirektor der Anhaltischen Kohlenwerke                                                          | Ferdinand Raab, 1900   |
| Alfred Reckmann        | * 1900–1974    | Hüttendirektor, Vorstandsmitglied der Metallhüttenwerke Lübeck GmbH                                   |                        |
| August Schwemann       | * 1862–1945    | Geh. Bergrat, Rektor der RWTH Aachen                                                                  |                        |
| Georg Sick             | * 1955         | Vorstandsvorsitzender der Wacker Neuson AG                                                            |                        |
| Karl-August Zimmermann | * 1927–2004    | Eisenhüttenmann, Vorstand der Thyssen AG, Vorsitzender des Stahlinstituts VDEh                        |                        |